# Valério Piniano
Valério Piniano (em latim: Valerius Pinianus) foi um nobre romano do século IV.

## Vida
Era filho de Valério Severo e irmão de Severo. Segundo Quinto Aurélio Símaco (ep. VII 116), sua herança estava em perigo, mas as razões para isso não são declaradas pelo autor. Aos 17 anos, casou-se com Melânia, a Jovem com quem teve duas crianças que faleceram na infância. Quando tinha 24 anos, aceitou o desejo de sua esposa em devotar sua vida à religião. Eles juntaram-se ao círculo de Paulino em Nola e pouco depois, em 410, Piniano acompanhou Melânia e sua mãe Albina numa viagem à África, onde devido sua riqueza quase foi feito bispo em Hipona. Depois de habitarem a região por sete anos, velejaram para o Egito e então à Palestina, onde se assentaram em Jerusalém. Piniano faleceu em 431 ou 432 na Palestina.